# Ayman Nofal
Ayman Nofal (en árabe: أيمن نوفل‎) (Campamento de Bureij, 1965 - Bureij, Gaza; 17 de octubre de 2023) fue un militar palestino, comandante de la organización islamista Hamás y jefe de operaciones aéreas.

## Biografía
Nofal nació en el campamento de refugiados de Bureij, en 1965, año en el que la Franja de Gaza estaba ocupada militarmente por Egipto. Fue comandante del comando central de las Brigadas de Ezzeldin Al-Qassam.
El 17 de octubre de 2023, el ejército israelí anunció que había matado a Nofal durante los ataques aéreos en la guerra entre Israel y Gaza.